# Nicola Rigoni
Nicola Rigoni (* 12. November 1990 in Schio) ist ein italienischer Fußballspieler.

## Karriere

### Verein

#### Erste Jahre
Rigoni begann seine Karriere 2006 bei Vicenza Calcio, die damals in der Serie B spielten und gab sein Debüt am 13. Januar 2007 gegen Brescia Calcio, wo er jedoch kurz vor dem Ende der Partie eingewechselt wurde und praktisch nicht zum Zuge kam. Er spielte weiterhin auch oft für die U-19 der Mannschaft, erst in den letzten sieben Spieltagen der Saison 2008/09 bekam er öfter die Gelegenheit zu spielen und konnte sich mit einem Tor und einer Vorlage für die kommende Saison empfehlen. So kam er in der folgenden Saison 19-mal zum Einsatz und wurde anschließend vom US Palermo verpflichtet, allerdings kurze Zeit später wieder an Vicenza verliehen. Nach seiner Rückkehr kam er meist lediglich sporadisch zum Einsatz und hatte zudem zwischenzeitlich mit einer Oberschenkelverletzung zu kämpfen. Schließlich kehrte er zu Vicenza Calcio zurück und bestritt 28 Partien in der Saison 2011/12, die mit dem 19. Tabellenplatz jedoch enttäuschend für den Verein verlief.

#### Ab 2012
Am 5. September 2012 wurde Rigoni schließlich von Chievo Verona verpflichtet, allerdings noch drei weitere Male verliehen, um Spielpraxis und Erfahrung zu sammeln, da Rigoni vorher noch nie in der Serie A gespielt hatte. Seit seiner Rückkehr im Jahr 2015 gehört Rigoni zu der engeren Auswahl der Mittelfeldspieler und kommt regelmäßig zum Einsatz, er wird zumeist im defensiven oder im zentralen Mittelfeld eingesetzt. Dann folgten Wechsel zu Chievo Verona sowie AC Monza 1912. In dieser Zeit wurde er mehrmals an verschiedene Mannschaften verliehen. Seit dem Sommer 2023 ist er nun für UC Montecchio Maggiore in der Serie D aktiv.

### Nationalmannschaft
Für die italienische U-17 gab er sein Debüt am 23. Januar 2007 und kam hier insgesamt zu zwei Einsätzen, während er für die U-20 zweimal bei Freundschaftsspielen gegen die Schweiz und gegen Spanien zum Einsatz kam, beide Spiele gingen mit 0:1 verloren.

## Sonstiges
Er ist der jüngere Bruder von Luca Rigoni (* 1984), welcher auch Profifußballer in der Serie A war und seine Karriere 2022 beendete. Vater Gianluigi (* 1956) bestritt 1975 ebenfalls ein Erstligaspiel für Lanerossi Vicenza.